# Patrick Hanks
Patrick Wyndham Hanks (24 marzo 1940 – 1º febbraio 2024) è stato un lessicografo e linguista britannico.

## Biografia
Dopo la laurea all'Università di Oxford e il dottorato alla Masaryk University, iniziò la sua attività lessicografica come redattore dell'Hamlyn Encyclopedic World Dictionary. Nel 1970 fu nominato redattore del Collins English Dictionary. Dal 1980 al 1983 fu direttore dell'Unità di ricerca sui nomi dell'Università dell'Essex, in Inghilterra.
Nel 1983 fu nominato caporedattore di COBUILD e nel 1987 assunse il ruolo aggiuntivo di caporedattore dei dizionari inglesi per Collins (ora HarperCollins). Nell'estate del 1988 fu coautore con Ken Church di importanti articoli sui metodi statistici basati sui corpora nell'analisi lessicale.
Dal 1990 al 2000, Hanks fu caporedattore degli attuali dizionari inglesi presso la Oxford University Press (OUP). Nel biennio 1991-92 fu uno dei responsabili del progetto HECTOR presso il Systems Research Center della Digital Equipment Corporation (DEC) a Palo Alto, California: sebbene i suoi risultati non furono mai pubblicati, essi servirono come base per il New Oxford Dictionary of English (1998) e per lo sviluppo di uno dei primi motori di ricerca sul web (AltaVista). Sulla base della ricerca COBUILD e HECTOR sull'analisi dei corpora, Hanks iniziò a sviluppare la sua teoria delle norme e degli sfruttamenti. Dal 2001 al 2005 fu professore a contratto di lessicografia computazionale presso la Brandeis University di Waltham, dove lavorò con James Pustejovsky. Nel 2003 fu consulente e visiting scientist per il Progetto di collocazione e Dizionario elettronico della lingua tedesca (DWDS) presso l'Accademia delle scienze di Berlino-Brandeburgo (BBAW) diretta da Christiane Fellbaum. Lavorò anche come consulente sulla metodologia lessicografica presso l'Istituto della lingua ceca a Praga, la casa editrice Patakis ad Atene e altri enti.
Patrick Hanks fu autore di numerosi articoli sull'analisi lessicale, sulla lessicografia, sull'onomastica, sulle figure retoriche. Fu redattore capo del Dictionary of American Family Names (3 volumi, OUP 2003), e coautore con Flavia Hodges e Kate Hardcastle dell'Oxford Dictionary of First Names (1990, 2006). Fu redattore della sezione per la lessicografia nella seconda edizione dell'Elsevier Encyclopedia of Language and Linguistics (ELL2; 2005), a cura di Keith Brown, per la quale commissionò lavori di indagine sulla lessicografia in tutte le più diffuse lingue del mondo e sulle principali questioni di lessicografia e lessicologia. Curò una serie di volumi incentrati su tutti gli aspetti della lessicologia per Routledge e, con Rachel Giora, una raccolta complementare trattante tutti gli aspetti della metafora e del linguaggio figurativo.
Dal 2005 al 2009 lavorò nella Repubblica Ceca, prima a Brno e poi a Praga, presso l'Istituto di Linguistica Formale e Applicata, Università Carolina. Ritornò poi nel Regno Unito dove pubblicò gli studi per il Centro di Linguistica di Bristol dell'Università dell'Inghilterra Occidentale (UWE, Bristol), ricercando le origini, la storia e la distribuzione geografica dei cognomi nel Regno Unito.
Da ultimo fu professore di lessicografia presso il Research Institute of Information and Language Processing (RIILP) dell'Università di Wolverhampton, dove lavorò a progetti di Corpus Pattern Analysis.
Morì il 1º febbraio 2024 all'età di 83 anni per complicazioni da COVID-19. L'annuncio del decesso fu diramato dal sito ufficiale.